# 延平區 (台北市)
延平區為臺灣臺北市舊行政區之一，位於臺北市西部，區名為紀念延平郡王。本區為臺北早期聚落之一的「大稻埕」，地勢平坦，房屋密集。1990年裁撤併入大同區。

## 歷史
- 荷蘭統治時期、清領初期皆記為巴賽族「奇武卒社」活動區域[2]。
- 1740年：乾隆5年屬淡水海防廳淡水保圭母子庄。乾隆25年屬淡水保奇武卒庄。嘉慶年間改隸淡水廳大加蠟堡。同治年間屬大加蠟堡奎府聚庄[2]。
- 1879年：屬臺北府淡水縣大加蠟堡奎府聚庄。[2]。
- 1895年：日治初期原臺北府改設臺北縣，1901年臺北縣裁撤，改隸臺北廳[2]。
- 1909年：屬臺北廳直轄大稻埕區之大加蚋堡大稻埕[2]。
- 1920年：臺北州及臺北市設立，庄改制為大字。1922年町名改正，大橋町、永樂町、太平町、日新町、泉町、港町在戰後延平區轄內。
- 1946年：合併大橋町1丁目、永樂町、太平町1～6丁目、日新町、泉町、港町為延平區。
- 1990年：臺北市行政區重劃，延平區併入大同區。

## 地理位置
北接大同區、東面為建成區，南鄰城中區，西瀕淡水河。

## 行政區劃
| 普安里 南芳里 大有里 民和里 延登里 長興里 舊市里 平樂里 朝陽里 千秋里 六館里 劍窗里 玉泉里 得勝里 |

| 臺北州臺北市                   | 臺北州臺北市                   | 臺北州臺北市 | 延平區     | 延平區     | 大同區 |
| 大稻埕                         | 大稻埕                         | 1922年 4月   | 1946年 1月 | 1981年 4月 | 現行   |
| ------------------------------ | ------------------------------ | ------------ | ---------- | ---------- | ------ |
| 勝止街                         | 勝止街                         | 太平町       | 南芳里     | 南芳里     | 南芳里 |
| 獅館街                         | 獅館街                         | 太平町       | 橋南里     | 南芳里     | 南芳里 |
| 獅館街                         | 獅館街                         | 太平町       | 元安里     | 南芳里     | 南芳里 |
| 杜厝街                         | 杜厝街                         | 太平町       | 普安里     | 普安里     | 南芳里 |
| 杜厝街                         | 杜厝街                         | 大橋町       | 光裕里     | 普安里     | 南芳里 |
| 杜厝街                         | 杜厝街                         | 大橋町       | 光榮里     | 普安里     | 南芳里 |
| 杜厝街                         | 杜厝街                         | 太平町       | 普願里     | 大有里     | 大有里 |
| 獅館街                         | 獅館街                         | 太平町       | 怡和里     | 大有里     | 大有里 |
| 大有街                         | 李厝街 普願街                  | 太平町       | 大有里     | 大有里     | 大有里 |
| 良記街                         | 良記街                         | 太平町       | 延樂里     | 大有里     | 大有里 |
| 中北街                         | 宮尾街 市仔頭                  | 太平町       | 民和里     | 民和里     | 大有里 |
| 中北街                         | 怡和街                         | 太平町       | 中北里     | 民和里     | 大有里 |
| 九間仔                         | 朝陽街                         | 太平町       | 延登里     | 延登里     | 大有里 |
| 九間仔後街                     | 九間仔後街                     | 太平町       | 延壽里     | 延登里     | 大有里 |
| 舊媽祖宮後街                   | 舊媽祖宮後街                   | 永樂町       | 長樂里     | 延登里     | 大有里 |
| 中街                           | 舊媽祖 宮口街                  | 永樂町       | 安樂里     | 延登里     | 大有里 |
| 南街 港仔溝                    | 舊媽祖 宮口街                  | 永樂町       | 平樂里     | 平樂里     | 永樂里 |
| 南街 港仔溝                    | 舊媽祖 宮後街                  | 永樂町       | 平樂里     | 平樂里     | 永樂里 |
| 五崁仔 永和街 太平街           | 太平町                         | 永和里       |            | 平樂里     | 永樂里 |
| 建昌街                         | 建昌街                         | 港町         | 建昌里     | 平樂里     | 永樂里 |
| 城隍廟口街 城隍廟後街 蘆竹仔街 | 城隍廟口街 城隍廟後街 蘆竹仔街 | 永樂町       | 劍窗里     | 劍窗里     | 永樂里 |
| 稻新街 河溝頭                  | 石橋仔頭                       | 泉町         | 稻新里     | 劍窗里     | 永樂里 |
| 太平街 永和街                  | 得勝後街                       | 泉町         | 新興里     | 劍窗里     | 永樂里 |
| 鴨仔寮                         | 鴨仔寮                         | 永樂町       | 勝得里     | 劍窗里     | 永樂里 |
| 鴨仔寮                         | 鴨仔寮                         | 永樂町       | 良德里     | 六館里     | 永樂里 |
| 六館仔街                       | 六館仔街                       | 永樂町       | 六館里     | 六館里     | 永樂里 |
| 良記街                         | 良記街                         | 太平町       | 成德里     | 長興里     | 延平里 |
| 長興街                         | 長興街                         | 日新町       | 長興里     | 長興里     | 延平里 |
| 舊市場北街                     | 舊市場北街                     | 日新町       | 興民里     | 長興里     | 延平里 |
| 舊市場北街                     | 舊市場北街                     | 日新町       | 慈聖里     | 長興里     | 延平里 |
| 舊市場東市                     | 舊市場東市                     | 日新町       | 舊市里     | 舊市里     | 延平里 |
| 井仔頭街                       | 井仔頭街                       | 日新町       | 井頭里     | 舊市里     | 延平里 |
| 朝陽街                         | 九間仔                         | 太平町       | 延年里     | 舊市里     | 延平里 |
| 朝陽街                         | 建興後街 太平街 太平街仔       | 太平町       | 朝陽里     | 朝陽里     | 朝陽里 |
| 維興街 棕簑街                  | 建興街 永裕巷仔                | 日新町       | 建興里     | 朝陽里     | 朝陽里 |
| 維興街 棕簑街                  | 得勝外街                       | 日新町       | 維興里     | 朝陽里     | 朝陽里 |
| 棕簑街                         | 永裕巷仔                       | 日新町       | 維新里     | 朝陽里     | 朝陽里 |
| 得勝街 太平街                  | 永裕巷仔                       | 太平町       | 得勝里     | 得勝里     | 朝陽里 |
| 得勝街 太平街                  | 太平街仔                       | 太平町       | 得勝里     | 得勝里     | 朝陽里 |
| 北門口                         | 北門口                         | 太平町       | 稻元里     | 得勝里     | 朝陽里 |
| 法主宮廟口 石橋仔頭            | 法主宮廟口 石橋仔頭            | 泉町         | 永興里     | 得勝里     | 朝陽里 |
| 法主宮廟口 石橋仔頭            | 法主宮廟口 石橋仔頭            | 泉町         | 得興里     | 得勝里     | 朝陽里 |
| 建昌街                         | 千秋街                         | 港町         | 千秋里     | 千秋里     | 玉泉里 |
| 河溝頭                         | 下車頭                         | 泉町         | 金泉里     | 千秋里     | 玉泉里 |
| 河溝頭                         | 石橋仔頭 稻新街                | 泉町         | 玉泉里     | 玉泉里     | 玉泉里 |
| 北門口                         | 北門口                         | 太平町       | 江元里     | 玉泉里     | 玉泉里 |
| 總計                           | 總計                           | 6町          | 44里       | 14里       | 6里    |

## 外部連結
- 臺北市文獻委員會館藏民國49年臺北市區圖(延平區) （页面存档备份，存于）